# Greis (Gemeinde Schottwien)
Greis ist ein Ort im Semmeringgebiet in Niederösterreich, und Ortschaft der Gemeinde Schottwien im Bezirk Neunkirchen. Die Ortschaft hat 0 Einwohner (Stand 1. Jänner 2024).

## Geografie
Die Streusiedlung liegt im südlichen Niederösterreich um die 850 m Höhe und ist der letzte Ort etwa einen Kilometer vor dem Semmering-Pass. Die Ortschaft umfasst knapp 40 Gebäude mit etwa 60 Einwohnern (Stand 2001). Zur Ortschaft gehört auch der ehemalige Gasthof Bärenwirt (früher auch Bärenwirtshaus).
Direkt unterhalb des Orts befindet sich das Ostportal des Semmering-Scheiteltunnels der Semmering-Schnellstraße S 6, im Ort steigt die alte Semmeringstraße (Landesstraße L 4168, ehem. B 306 Semmering Ersatzstraße) zur Semmeringhöhe an.

### Nachbarorte und -ortschaften
| Semmering (Gem.)                                              | Breitenstein-Adlitzgraben (Gem. Breitenstein) | Schottwien            |
| Semmeringpass (Panhans, Gem. Semmering)                       | Kompassrose, die auf Nachbargemeinden zeigt   | Maria Schutz/Göstritz |
| Steinhaus am Semmering (Gem., Bez. Bruck-Mürzzuschlag, Stmk.) |                                               |                       |

## Geschichte
Am 7. Oktober 1809 weilte Napoleon beim „Bärenwirt“ und begutachtete von dort den Semmering als Passübergang. Zwei Bergleute, die sich weiter oben im Unterholz am Erzkogel, nahe der Myrthenbrücke, positioniert hatten, um Napoleon beim Vorbeiritt zu töten, mussten damit unverrichteter Dinge wieder abziehen.
Laut Adressbuch von Österreich waren im Jahr 1938 in Greis sechs Fuhrwerker, drei Gastwirte und einige Landwirte ansässig.